# Regine Merkle
Regine Merkle (* 19. Januar 1875 in Freudenstein, heute Knittlingen; † 27. Februar 1903 im Kraichsee, heute Oberderdingen) war eine deutsche Dichterin.

## Leben und Wirken
Regine Merkle war die Tochter des Freudensteiner Bauern und Gemeinderates Johannes Merkle und seiner Frau Regine Marie geb. Hangstdörfer. Über ihr Leben ist wenig Verlässliches bekannt, weil sie zurückgezogen lebte und eingehendere Nachforschungen erst einsetzten, als es keine tragfähigen Erinnerungen mehr gab. Demnach war sie eine grüblerische Natur und hatte geistige Interessen, die in ihrem dörflichen Umfeld keine Resonanz fanden, von ihren Eltern aber immerhin geduldet und durch den Kauf von Büchern unterstützt wurden. Im Alter von 28 Jahren ertränkte sich Regine Merkle im etwa 3,5 km von Freudenstein entfernten Kraichsee.
Ihr Nachleben verdankt sie ihrem Nachlass, der rund 500 Gedichte umfasst haben soll. Deren Bedeutung erkannte der Pädagoge Gerhard Pfahler in der Mitte der 1920er Jahre; heute erhalten sind nur noch Pfahlers Abschriften von 153 Gedichten. Günther Mahal legte im Rahmen der baden-württembergischen Literaturtage 1987 eine kommentierte Gesamtausgabe vor. Die Gedichte in hochdeutscher und in schwäbischer Sprache reflektieren Merkles dörfliche Lebenswelt, beweisen aber einen darüber hinaus reichenden Horizont und stehen trotz ihrem autodidaktischen Charakter weit über bloßer Hobbylyrik. Sie enthalten mitunter humoristische Elemente, oft aber Hinweise auf die melancholische Grundstimmung ihrer Verfasserin, so etwa „Am Kraichsee“, der Ort ihres späteren Todes: „Gedankenarbeit hat hier Raum, hier stört niemand deinen Traum. Suchst menschenscheu die Stille du, hier an dem See herrscht Fried und Ruh. Drückt dich ein tiefes Erdenweh, so wein dich aus am stillen See. … Drum ich zu dir so gerne geh, denn wir sind eins, ich und der See.“
In Mühlacker ist der Regine-Merkle-Weg nach ihr benannt. 

## Textausgabe der erhaltenen Gedichte
- Günther Mahal: Regine Merkle (1875–1903). Gedichte. Vaihingen/Enz, Wilfried Melchior Verlag, 1987. ISBN 3-926414-12-X.